# Choctaw
Choctaw var et indiansk folk, der oprindeligt levede som agerbrugere i 115 bysamfund på et område af de nuværende stater Mississippi og Alabama. De blev tvangsforflyttet til Oklahoma i 1830'erne, og i dag findes der kun nogle få tusinde af dem i reservater i Mississippi.
Choctaw er også navnet på det sprog, som dette folk taler. Det tilhører sprogfamilien muskogee.